# Тракти Берестейського повіту
Тракти Берестейського повіту - 1. основні дороги, які проходили по території Берестейського повіту. 2. прилеглі до трактів території, адміністративні округи Берестейського повіту.

## Перелік
- Берестейський тракт
- Городецький тракт
- Забужний тракт
- Кобринський тракт
- Поліський тракт
- Пружанський тракт